# Tetsuji Hashiratani
Tetsuji Hashiratani (Kyoto, 15. srpnja 1964.) japanski je nogometaš.

## Klupska karijera
Igrao je za Nissan Motors i Verdy Kawasaki.

## Reprezentativna karijera
Za japansku reprezentaciju igrao je od 1988. do 1995. godine. Odigrao je 72 utakmice postigavši 6 pogodaka.
S japanskom reprezentacijom Tetsuji Hashiratani je igrao na Azijskom kupu 1992. i Kupa konfederacija 1995.

## Statistika
| Japan  | Japan | Japan |
| Godina | Nast. | Gol.  |
| ------ | ----- | ----- |
| 1988.  | 5     | 1     |
| 1989.  | 10    | 0     |
| 1990.  | 6     | 1     |
| 1991.  | 2     | 1     |
| 1992.  | 11    | 0     |
| 1993.  | 14    | 2     |
| 1994.  | 9     | 1     |
| 1995.  | 15    | 0     |
| Ukupno | 72    | 6     |

## Vanjske poveznice
- National Football Teams
- Japan National Football Team Database